# Martin Franz Julius Luther
Martin Franz Julius Luther (Berlim, 16 de dezembro de 1895 — Berlim, 13 de maio de 1945) foi um diplomata alemão ativo durante os anos do nacional-socialismo (nazismo). Foi assessor direto de Joachim von Ribbentrop e figura-chave da Conferência de Wannsee, em que a "solução final" foi planejada.